# Män som simmar
Män som simmar är en svensk-brittisk dokumentärfilm från 2010 i regi av Dylan Williams. Filmen skildrar en grupp medelålders män med olika bakgrund som bildar konstsimlaget Stockholm Konstsim Herr.